# Genera plantarum secundum ordines naturales disposita, juxta methodum in horto Regio Parisiensi exaratum anno 1774
Genera plantarum secundum ordines naturales disposita, juxta methodum in horto Regio Parisiensi exaratum anno M. DCC. LXXIV  (Los géneros de plantas ordenadas en familias naturales, de acuerdo al método usado en los jardines reales de París desde el año 1774) es una obra escrita por Antoine-Laurent de Jussieu y publicada en 1789. Es el trabajo más famoso e importante publicado por este botánico francés, en el cual establece su sistema de clasificación de las plantas fanerógamas que superó a aquel propuesto por Carlos Linneo. 
En esta obra, Jussieu no solo tomó todos los caracteres posibles en su clasificación sino que utilizó el principio de la subordinación de los caracteres, esto es, los caracteres no tienen el mismo peso relativo en la clasificación sino que existen algunos con mayor importancia relativa que otros. Este principio, desarrollado en Genera plantarum, sentó las bases de las clasificaciones naturales posteriores. Así, le otorgó una gran relevancia a la presencia o ausencia y al número de cotiledones, y la posición de la corola respecto al ovario, recuperando de ese modo los conceptos de epiginia e hipoginia de Teofrasto. En Genera plantarum propuso 100 órdenes «naturales» (para unas 7500 especies) los que se hallaban distribuidos en tres grupos: las denominadas «Acotiledóneas» (literalmente «sin cotiledones»), equivalente a la clase «Cryptogamia» de Linneo, las dicotiledóneas y las monocotiledóneas. Estos últimos dos grupos a su vez se subdividían según las características del perianto y la posición del ovario de las flores.
El esquema clasificatorio utilizado por Jussieu en su obra es el siguiente:
- ACOTYLEDONES Class I
- MONOCOTYLEDONES 
  - Stamina hypogyna Class II
  - Stamina perigyna Class III
  - Stamina epigyna Class IV
- DICOTYLEDONES 
  - Apetalae 
    - Stamina epigyna Class V
    - Stamina perigyna Class VI
    - Stamina hypogyna Class VII

  - Monopetalae
  - perigyna 
    - Corolla hypogyna Class VIII
    - Corolla hypogyna Class IX

  - epigyna 
    - antheris connatis Class X
    - antheris distinctis Class XI

  - Polypetalae 
    - Stamina epigyna Class XII
    - Stamina hypogyna Class XIII
    - Stamina perigyna Class XIV

  - Diclines irregulares Class XV